# Grewioideae
Die Unterfamilie Grewioideae gehört zur Familie der Malvengewächse (Malvaceae). Die etwa 25 Gattungen mit 700 bis 770 Arten sind hauptsächlich in den tropischen Gebieten weltweit verbreitet.

## Beschreibung

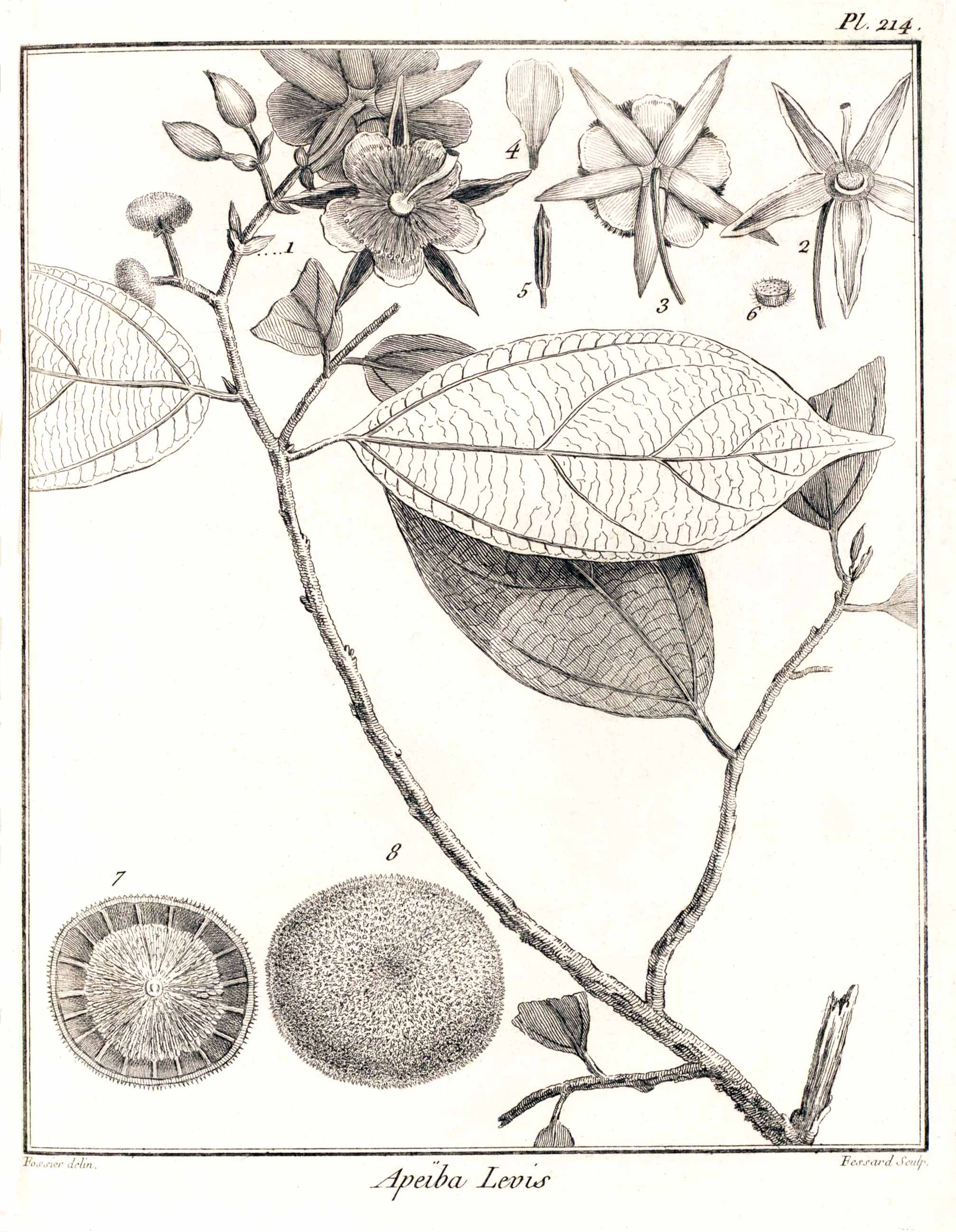
Illustration aus Aublet, 1775, Tafel.214 von Apeiba glabra

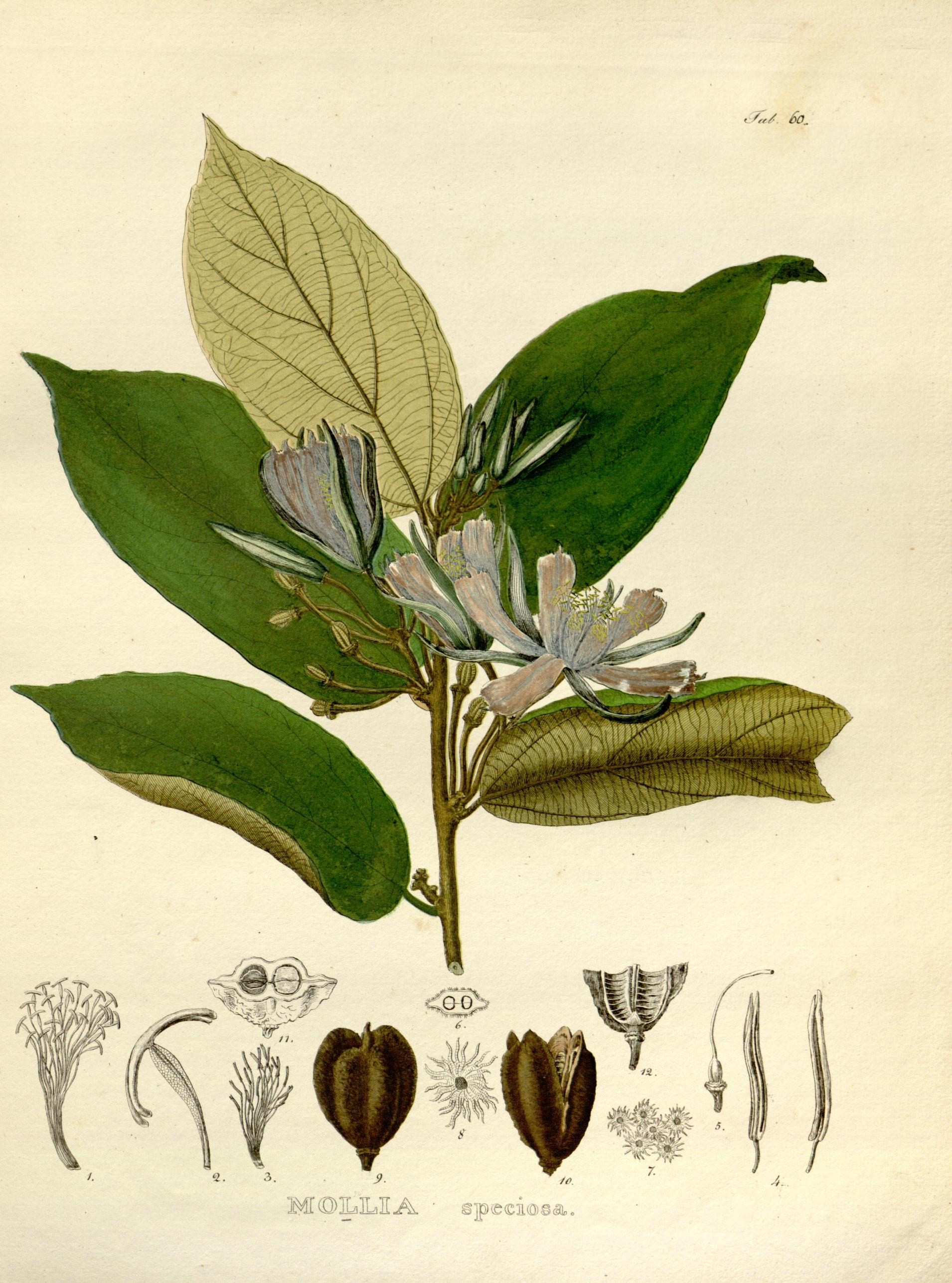
Illustration von Mollia speciosa

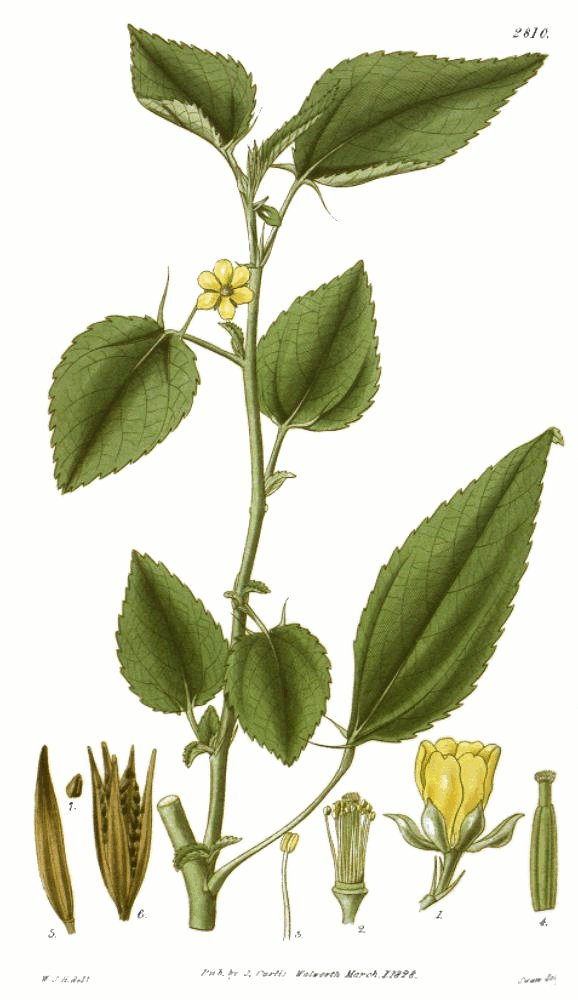
Illustration von Corchorus olitorius

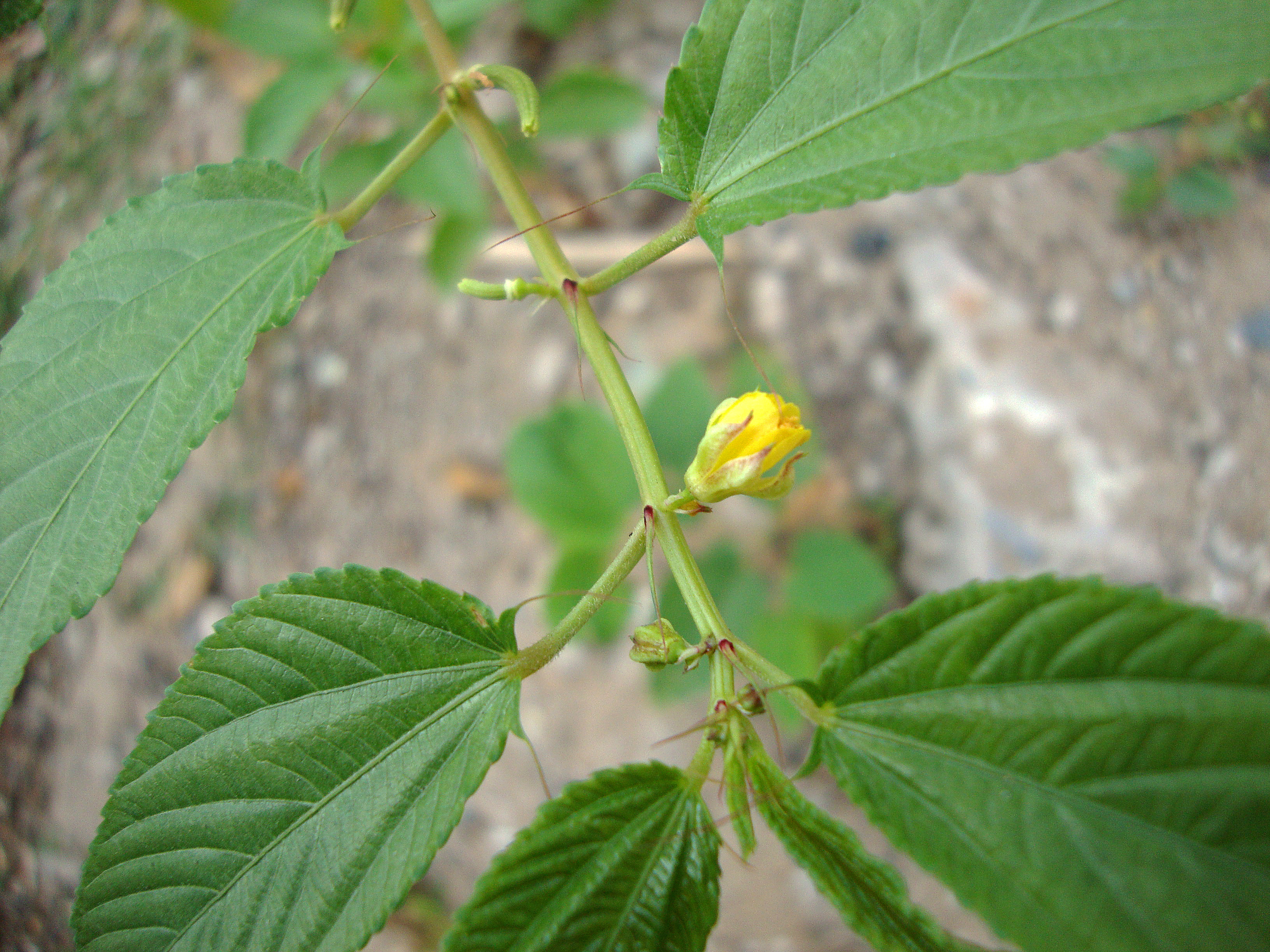
Zweig mit Laubblättern und Blüte von Corchorus olitorius

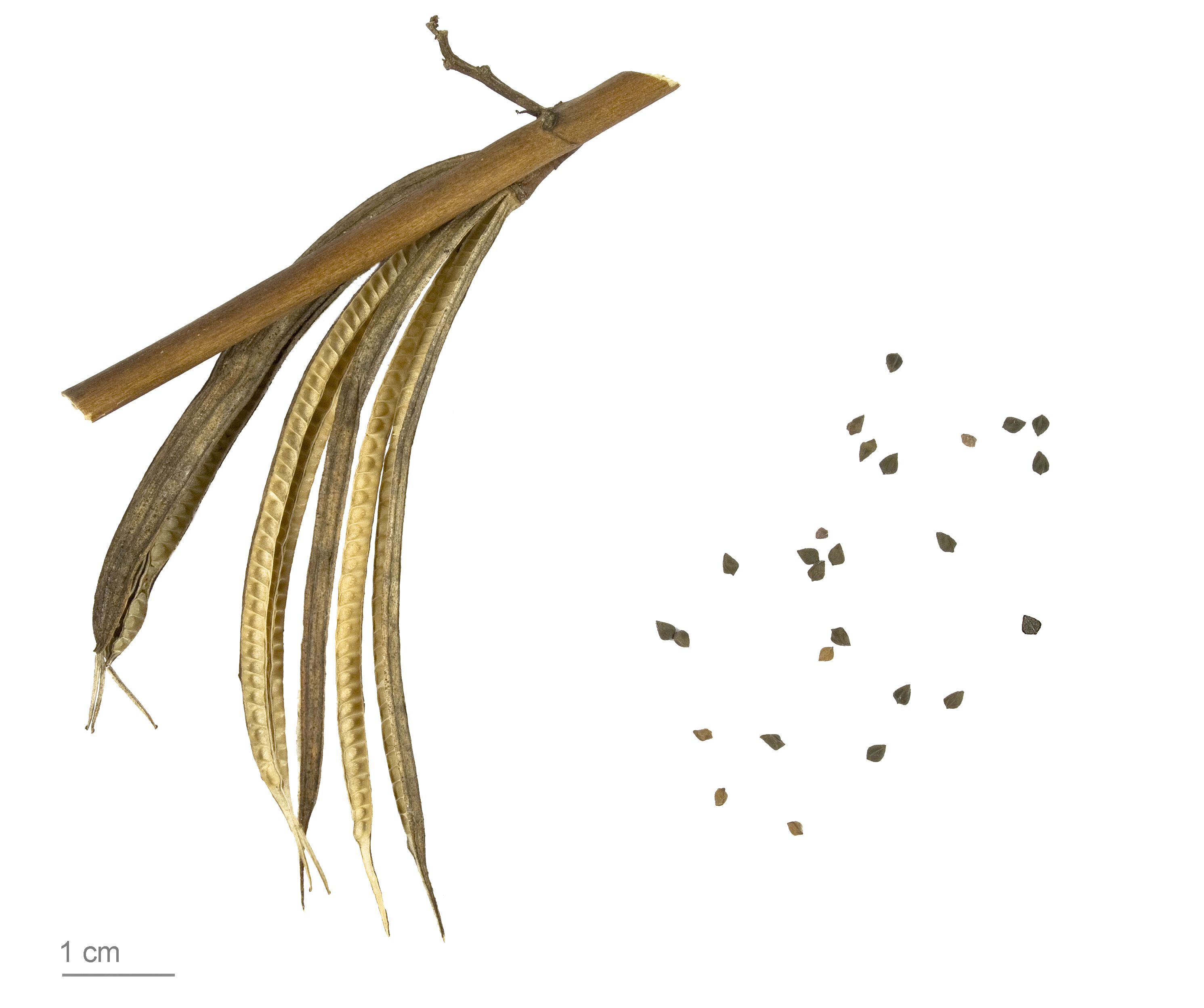
Früchte und Samen von Corchorus olitorius

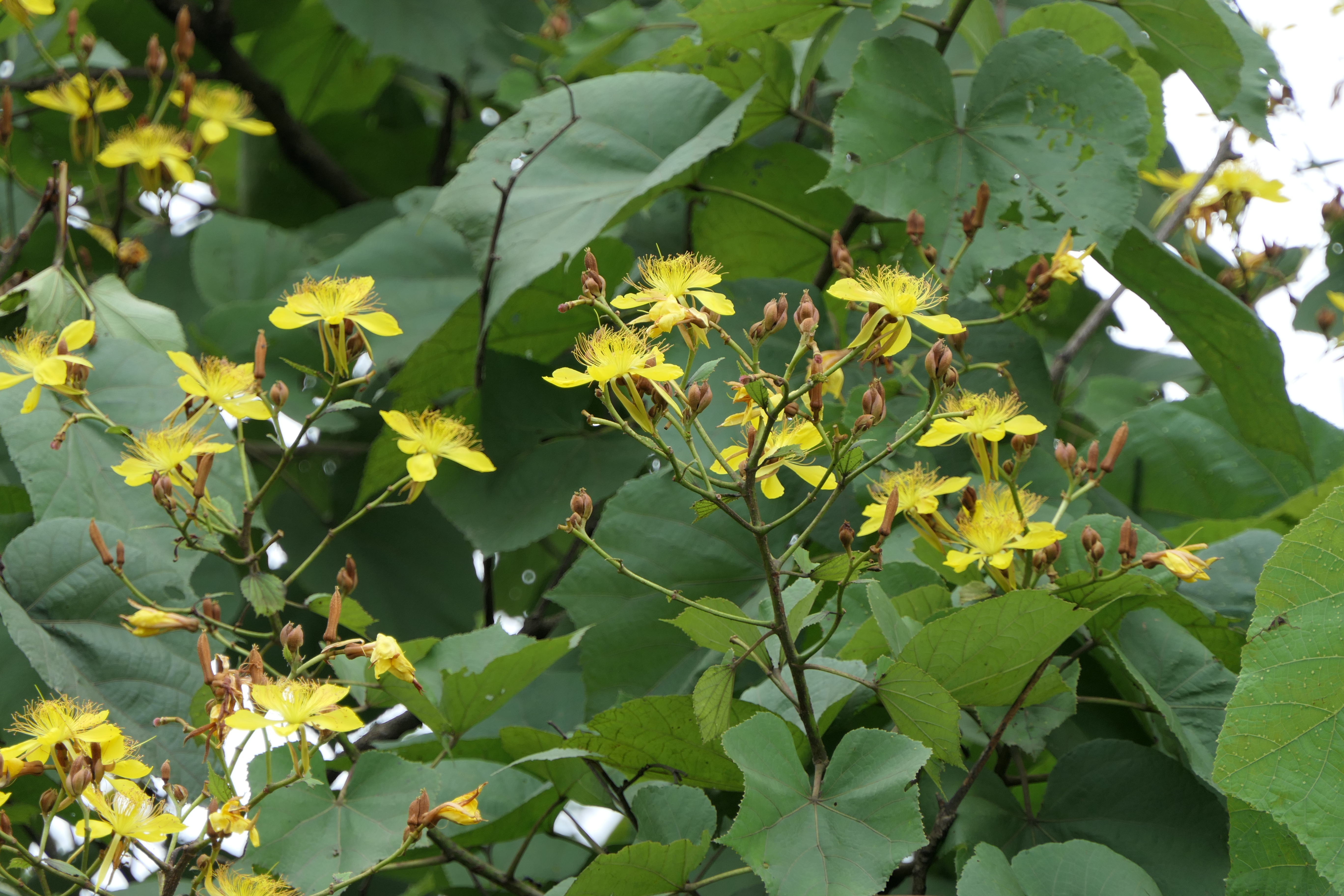
Laubblätter und Blütenstände von Erinocarpus nimmonii

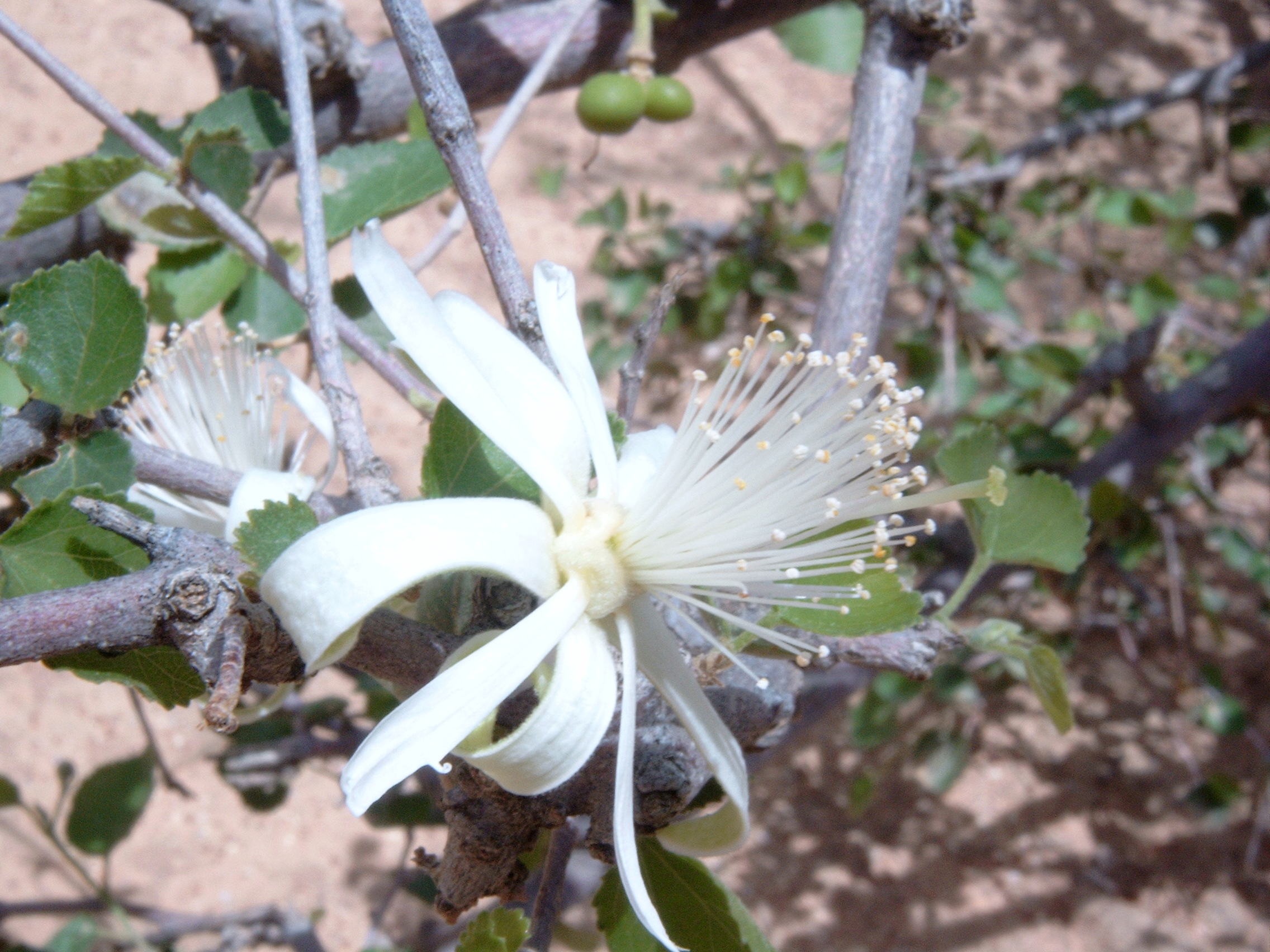
Blüte von Grewia tenax

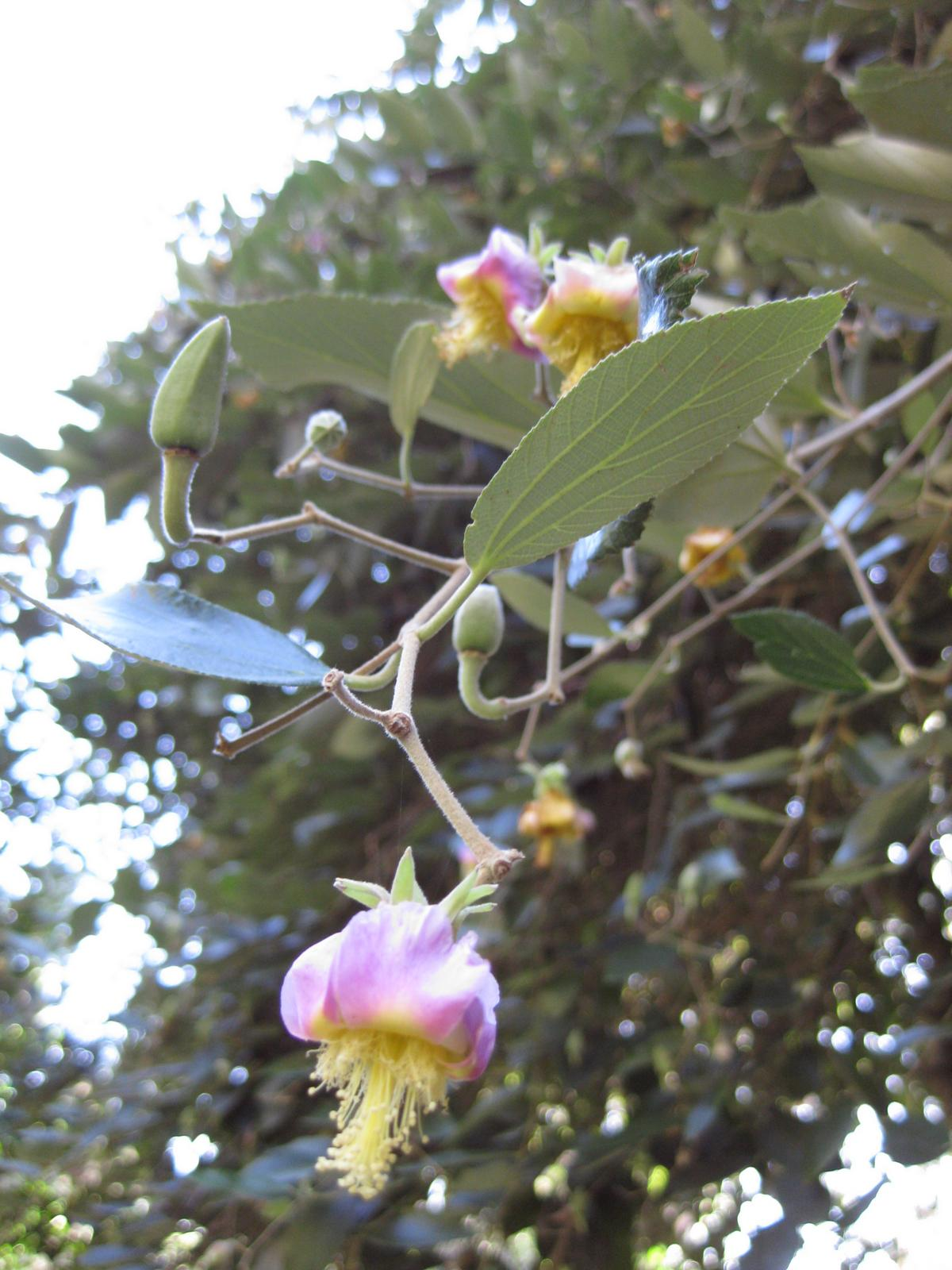
Luehea divaricata

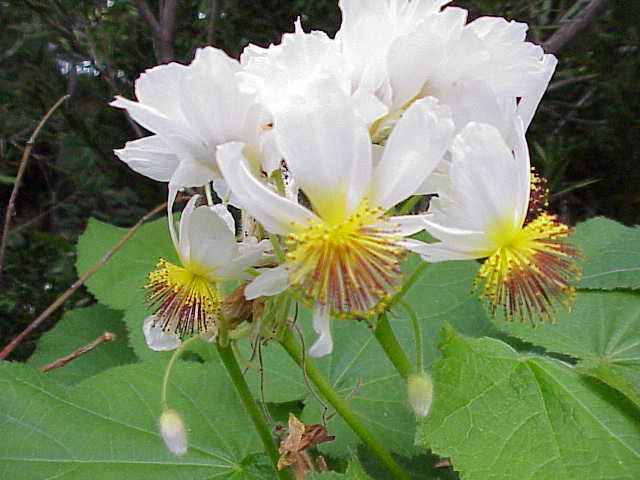
Kapländische Zimmerlinde (Sparrmannia africana)

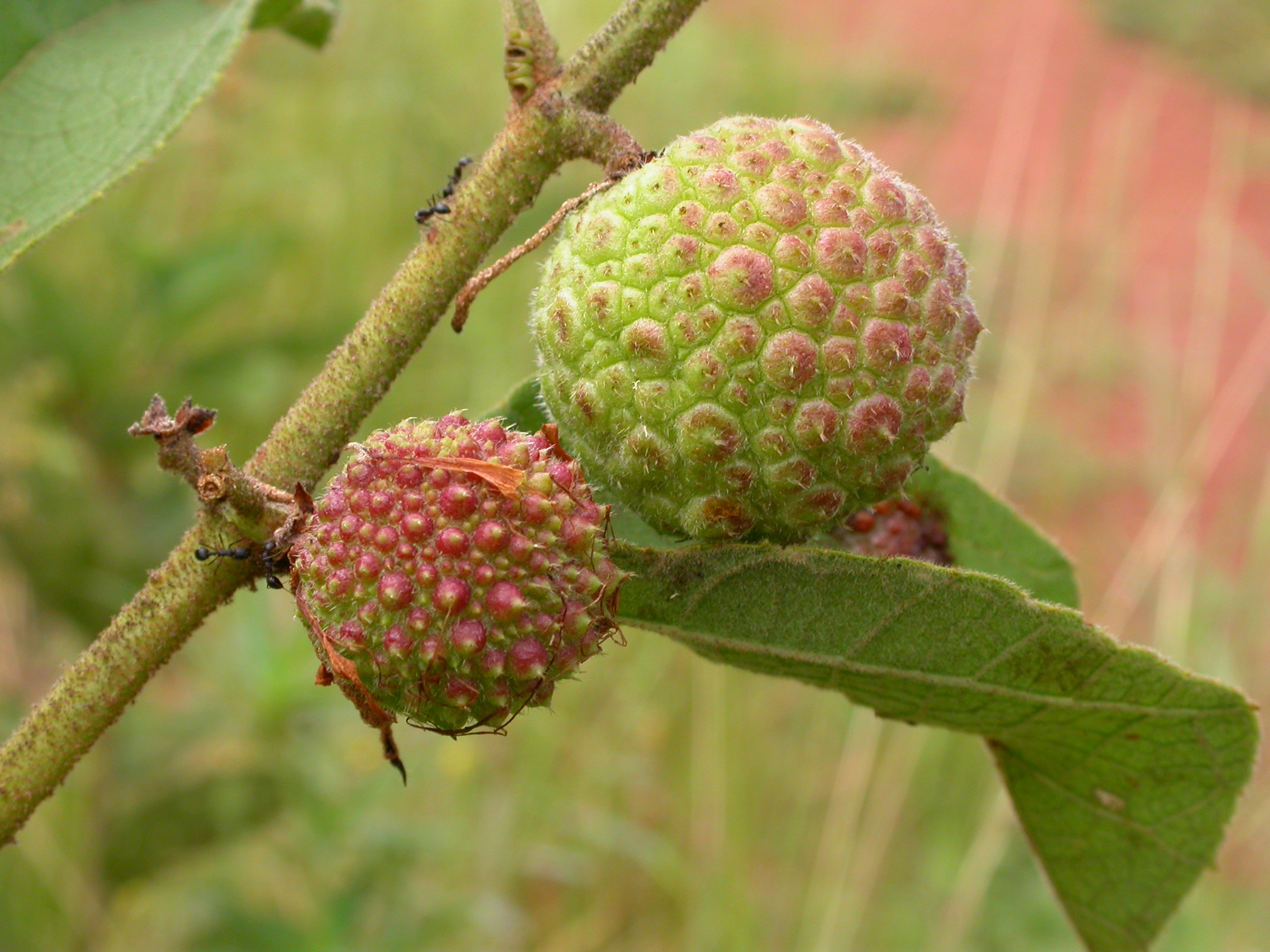
Früchte von Triumfetta lepidota

### Vegetative Merkmale
Es handelt sich um krautige Pflanzen, Halbsträucher, Sträucher oder selten Bäume. Die einfachen Blattspreiten sind meist nicht gelappt und der Blattrand ist gekerbt bis gezähnt.

### Generative Merkmale
Die Blüten stehen einzeln oder befinden sich zu mehreren seiten- oder endständig gegenüber der Laubblätter angeordneten, bündeligen oder zymösen Blütenständen. Nur bei wenigen Arten liegt Gynodiözie vor.
Die meist zwittrigen Blüten sind vier- oder fünfzählig und oft radiärsymmetrisch, meist mit doppelter Blütenhülle (Perianth). Es sind keine Außenkelche vorhanden. Die Vertreter der Grewioideae weisen typischerweise vier oder fünf freie meist haltbare Kelchblätter auf und es können am oberen Ende Anhängsel vorhanden sein. Die meist vier oder fünf freien Kronblätter sind manchmal genagelt; selten fehlen sie. Nektardrüsen können auf der Basis der Kronblättern bzw. auf dem Androgynophor befinden. Die selten nur vier, meist vielen (fünf bis einhundert) Staubblätter sind bei den meisten Vertretern der Grewioideae nicht verwachsen. Die Staubbeutel besitzen zwei Theken. Es sind keine Staminodien vorhanden, aber oft sind die äußersten Staubblätter steril. Die Fruchtblätter sind verwachsen.
Die oft fleischigen Kapselfrüchte können stachelig sein, öffnen sich fachspaltig = lokulizid und enthalten 2 bis 150 Samen. Die kahlen Samen sind geflügelt.
Die Chromosomengrundzahlen betragen n = 7 bis  9, selten 10.

## Systematik

### Taxonomie
Die Unterfamilie Grewioideae wurde 1999 durch Bayer et al. im Rahmen ihrer neuen Einteilung bzw. Verschiebung von den Lindengewächsen (Tiliaceae) zu den Malvengewächsen (Malvaceae) aufgestellt. Namensgebende Gattung der Unterfamilie ist Grewia. Typusgattung ist Grewia L. Der Gattungsname Grewia ehrt den englischen Botaniker Nehemiah Grew (1628–1682). 

### Botanische Geschichte
Ein großer Teil der Gattungen bzw. Arten, die seit Bayer et al. 1999 un Nyffeler et al. 2005 in die Unterfamilie Grewioideae gehören, waren davor in die Familie Tiliaceae eingeordnet und die meisten anderen Arten der Tiliaceae wurden in andere Unterfamilien der Malvaceae oder in weitere Familien eingeordnet.
Die  der Unterfamilie Grewioideae gehörten früher zu den Tiliaceae. Mit den aus molekularbiologischen Forschungen gewonnenen systematischen Erkenntnissen wurde die Unterfamilie der Grewioideae neu gebildet und – zusammen mit der neuen Unterfamilie der Tilioideae – in die Familie Malvaceae eingegliedert.
Als „Schwesterfamilie“ mit ähnlichen Merkmalen und systematischer Entwicklung werden die Byttnerioideae und einige basale Taxa angesehen. In alten Gliederungen dieser Verwandtschaftsgruppe wurde das Vorhandensein eines Androgynophor als unterscheindes Merkmal verwendet; doch es zeigte sich im 21. Jahrhundert, dass dieses Merkmal innerhalb der Unterfamilie Grewioideae mehrmals entstanden ist.
Brunken und Muellner gliederten 2012 die Unterfamilie Grewioideae in zwei Tribus, die sich auch in morphologischen Merkmalen, beispielsweise ob ein Androgynophor vorhanden ist.

### Innere Systematik
Ulrike Brunken und Alexandra N. Muellner gliedern 2012 die Unterfamilie Grewioideae in zwei Kladen, die von ihnen als zwei Tribus gewertet werden.
Die Arten sind von den USA über Mexiko, Karibische Inseln sowie Zentralamerika bis Südamerika und von Afrika über Inseln im Indischen Ozeans über Asien sowie Malesien bis Australien bis auf Pazifische Inseln weitverbreitet. Sie gedeihen hauptsächlich in den Tropen.
- Tribus Apeibeae Benth. (Syn.: Sparmanniaceae J.Agardh nom. cons.):[2][4] Es gibt hornförmige Verlängerungen des oberen Endes der Kelchblätter und stachelige Emergenzen auf der Fruchtoberfläche.[2][3] Sie enthält seit 2018 nur noch etwa zehn Gattungen; hier ihre Verbreitung und Artenzahlen:
  - Ancistrocarpus Oliv. (Syn.: Acrosepalum Pierre):[4] Die vier Arten sind im tropischen Afrika verbreitet.
  - Apeiba Aubl.:[4] Die etwa sieben Arten sind im tropischen Südamerika verbreitet.
  - Clappertonia Meisn.: Die zwei bis drei Arten sind im tropischen Westafrika verbreitet.
  - Corchorus L.[4] (Syn.: Pseudocorchorus Capuron): Die seit 2018 50 bis 60 Arten sind in den Tropen verbreitet. Die meisten Arten kommen in Afrika sowie Australien vor. Wenige Arten gibt es beispielsweise in Madagaskar, Südasien und in der Neotropis.[5]
  - Entelea R.Br.:[4] Es gibt nur eine Art:
    - Entelea arborescens R.Br.: Sie kommt nur in Neuseeland vor.

  - Erinocarpus Nimmo ex J.Graham:[4] Es gibt nur eine Art:
    - Erinocarpus nimmonii J.Graham: Sie kommt nur im südwestlichen Indien vor.

  - Glyphaea Hook.f.:[4] Die etwa drei Arten sind im tropischen Afrika verbreitet.
  - Heliocarpus L.:[4] Die etwa zwölf Arten sind in der Neotropis von Mexiko über Zentralamerika bis Südamerika weitverbreitet.
  - Zimmerlinden (Sparrmannia L.f.):[4] Die etwa sieben Arten kommen in Afrika und Madagaskar vor. Die bekannteste Art ist die als Zimmerpflanze genutzte:
    - Kapländische Zimmerlinde (Sparrmannia africana L.f.)

  - Triumfetta Plum. ex L.:[4] Die etwa 150 Arten sind in den Tropen verbreitet.
- Tribus Grewieae Endl. (Syn.: Grewiaceae Doweld & Reveal):[2][4] Es gibt keine hornförmige Verlängerungen des oberen Endes der Kelchblätter und die Fruchtoberfläche ist glatt.[2][3] Sie enthält etwa 14 Gattungen; Hier ihre Verbreitung und Artenzahlen:
  - Colona Cav.:[4] Die 25 bis 30 Arten sind in China, Südostasien und Indomalesien verbreitet.
  - Desplatsia Bocq.:[4] Die nur vier Arten sind vom tropischen Westafrika bis Zentralafrika verbreitet.[6][7]
  - Duboscia Bocq.:[4] Die drei Arten sind im tropischen Westafrika verbreitet; beispielsweise:
    - Duboscia macrocarpa Bocq.: Sie kommt von Zentralafrika bis Nigeria vor.

  - Eleutherostylis Burret:[4] Es gibt nur eine Art:
    - Eleutherostylis renistipulata Burret: Sie kommt in Neuguinea und auf den Molukken vor.

  - Goethalsia Pittier:[4] Es gibt nur eine Art:
    - Goethalsia meiantha (Donn.Sm.) Burret: Sie ist von Zentralamerika bis Kolumbien verbreitet.

  - Sternbüsche (Grewia L., Syn.: Arsis Lour., Balmeda Nocca, Chadara Forssk., Fallopia Lour., Graevia Neck., Mallococca J.R.Forst. & G.Forst., Tridermia Raf., Vincentia Bojer,  Vinticena Steud.):[4] Die bis zu 290 Arten sind in der Paläotropis weitbreitet.
  - Hydrogaster Kuhlm.:[4] Es gibt nur eine Art:
    - Hydrogaster trinervis Kuhlm.: Sie kommt in Brasilien vor.

  - Luehea Willd.:[4] Die 15 bis 20 Arten sind in der Neotropis verbreitet.
  - Lueheopsis Burret:[4] Die sechs bis sieben Arten sind im tropischen Südamerika verbreitet.
  - Microcos Burm. ex L.:[4] Die etwa 60 Arten kommen in Indomalesien und auf den Fidschi-Inseln vor.
  - Mollia Mart.: Die etwa 17 Arten im tropischen Südamerika verbreitet.[8]
  - Tetralix Griseb.:[4] Die zwei bis sieben Arten kommen nur in Kuba vor.
  - Trichospermum Blume: Die etwa 39 Arten kommen in der Neotropis, in Malesien und im westlichen Pazifik vor.
  - Vasivaea Baill.:[4] Die zwei Arten sind im tropischen Südamerika verbreitet.